# Нимфолепсија
Нимфолепсија је вјеровање старих Грка да су појединци могли бити посједнути нимфама. Појединци који су себе сматрали нимфолептима показивали би велику вјерску оданост нимфама. Пример је Архедем из Тире, који је саградио светилиште нимфама у пећини Вари североисточно од Атике,Грчка.

## Етимологија
Нимфолепсија, израз који је први пут употребио Ричард Чендлер 1775. године у Путовању по Грчкој, описује се као „безумљење или усхићење [које је] требало да обузме човека када је гледао у нимфу“. Потиче од грчке речи нимфа, што значи „невеста“, „лепа млада жена“, затим „полубожанско биће у облику лепе девојке“, и епилепсија, од грчке речи епилепсис, што значи „напад“. Иако корен нимфолепсије подразумева напад или напад, према Сократу, као што је представљено у Платоновим списима, особа је могла да доживи нимфолепсију без икаквог „цепања одеће, грижења усана, или грчева, или лудила“. Платон у својим списима имплицира да се нимфолепсија код других показала „појачаном свешћу и елоквенцијом“.  Античка Грчка је такође имала реч нимфлептос, што значи „ухваћен од нимфа“.

## Нимфе
Нимфа је у грчкој митологији припадница врло широког круга нижих женских божанстава — духова природе: шума, река, извора, ливада, планина и мора. Нимфе се често повезују с плодношћу, растом (дрвећа) и водом. Нису бесмртне али изузетно дуго живе и у начелу су љубазне према људима. Најчешће се сматра да су биле ћерке Зевса, Океана или Геје, али другим боговима или богињама је такође приписивано родитељство током година. Нимфе Дријаде су бесмртне, за разлику од осталих врста, на пример Хамадријада, које су живеле у храстовом дрвећу и умирале заједно с њим. Бесмртне су биле и нимфе Океаниде и Нереиде, али је већина нимфи била смртна иако су имале јако дуг животни век. Неке старије нимфе, као што су оне из Океанида иКласа Нереида , биле су познате као бесмртне богиње, али већина нимфи је имала коначан, иако веома дуг животни век.
Омиљена забава многих нимфи био је лов. Ове нимфе су често биле дружбенице богиње Артемиде (Дијане), богиње лова. Она је била моћна богиња шума и господарица дивљих звери. Због великог броја нимфи које су је пратиле, понекад се назива и богињом нимфи. Многе нимфе су покушавале да се такмиче с Артемидом, не само у лову, већ и чувању девичанства. То је често било немогуће, јер су моћни богови (нпр. Зевс, Посејдон, Аполон...) или смртни људи (нпр. Миној, Сизиф, Одисеј) често покушавали да их заведу или отму. Међутим, мало нимфи је успело да побегне заљубљеним боговима или људима и да сачува своју чедност. У Италији су постојала домаћа божанства потока, брзака и воде (звана Лимфе) која су врло слична грчким нимфама.

## Архедем и пећина Вари
Пећина Вари, позната и као пећина Нимфолиптос, налази се североисточно од Варија у Атици, Грчка. Поред тога што је светилиште посвећено нимфама, пећина Вари је и светилиште посвећено боговима Пану и Аполону. Позната је и као Панова пећина, а јединствена је по рељефима које је у стени урезао нимфолепт Архедем. Архедем је био родом из Тире, острва које је данас познато као данашњи Санторини и налази се 318 километара од пећине Вари. Према писању Ричарда Чендлера у његовом извештају у Путовању по Грчкој, Архедем се преселио из свог родног града и настанио се у Атици, која је била 35,5 километара од пећине Вари где ће касније створити своје светилиште нимфама, Аполону и Пану.
Иако је то светилиште посвећено и Аполону и Пану, Архедем је створио пећину „за нимфе, које су га опседнуле“. Према Архедемосовим записима у пећини, претпоставља се да је пећина Вари била опремљена стаништем и баштом за нимфе, као и бунаром са водом. Ричард Чендлер, енглески антиквар, био је први научник који је 1765. известио о својим налазима пећине Вари, али пећину је откопао Чарлс Хилд Велер тек 1901. године.

## У популарној култури
У савременој култури, нимфолепсија се такође дефинише као „страст коју код мушкараца изазивају лепе младе девојке”, и „дивље лудило изазвано жељом за недостижним идеалом”. Најпознатији пример је Лолита Владимира Набокова, где је главни лик Хамберт Хамберт опседнут девојчицама у предпубертетском узрасту које назива нимфетама, а себе описује као нимфолептом.